# Michael Eiler
Michael Eiler (* 1990) ist ein deutscher Pokerspieler. Er gewann 2010 das Main Event der European Poker Tour.

## Pokerkarriere
Eiler spielt auf der Onlinepoker-Plattform PokerStars unter dem Nickname MAE9690.
Seine erste Geldplatzierung bei einem Live-Turnier erzielte er Ende November 2008 in Linz. Ende Oktober 2010 gewann der Deutsche das Main Event der European Poker Tour in Wien. Dafür setzte er sich gegen 577 andere Spieler durch und erhielt eine Siegprämie von 700.000 Euro. Seitdem blieben größere Turniererfolge aus. Seine bis dato letzte Geldplatzierung erzielte Eiler Ende September 2018.
Insgesamt hat sich Eiler mit Poker bei Live-Turnieren über eine Million US-Dollar erspielt.